# Monforte del Cid
Monforte del Cid (en castillan) et officiellement Montfort ou Montfort del Cid (en valencien), est une commune de la province d'Alicante, dans la Communauté valencienne, en Espagne. Elle est située dans la comarque du Vinalopó Mitjà et dans la zone à prédominance linguistique castillane. Sa population s'élevait à 7 807 habitants en 2013.

## Géographie

Localisation de Monforte del Cid
dans la comarque du Vinalopó Mitjà.

## Patrimoine
Chaque année, des fêtes sont organisées en l'honneur de saint Roch. Elles durent plusieurs jours, avec un temps fort le 16 août.